# Кузьмин, Лев Иванович
Лев Иванович Кузьми́н (1928—2000) — советский и российский детский писатель, поэт, автор книг о детях и для детей. Заслуженный работник культуры РСФСР (1988).

## Биография
Родился 6 января 1928 года в селе Задорино (ныне Парфеньевского района Костромской области). Мать, Фаина Андреевна, была учительницей на маленькой станции Николо-Полома. Отец, Иван Иванович, — железнодорожный рабочий, погиб от несчастного случая в начале 30-х годов.
Первое его детское произведение называлось «Бармалей в Ленинграде» и представляло собой продолжение сказки К. Чуковского. В годы войны бросил школу в 14 лет и пошёл на курсы трактористов. Работал на колхозных полях трактористом и комбайнёром. Об этом периоде написаны повести «Чистый след горностая» и «Косохлёст».
После войны продолжил учёбу в 1945—1946 годах в художественно-промышленном училище в с. Красное-на-Волге, а затем в 1946 году в Ленинграде. Студент техникума, участник литературных кружков, опубликовал в местной газете в Пушкине свои первые стихи.
Учёбу совмещал с работой в тресте «Ленакадемстрой». Участвовал в восстановлении архитектурно-исторических памятников — Лицея, Екатерининского и Александровского дворцов в г. Пушкин (Царское село).
После окончания техникума работал на стройках Сибири, Украины, Казахстана. В Пермь приехал в 1956 году вместе с женой Марией Григорьевной. В этом же году у них родился сын Андрей.
В 1963 году в Перми вышел первый поэтический сборник для взрослых «Апрель», а в 1964 году — первая детская книга — сборник стихов и сказок «Кто что умеет?».
В 1965 году вышло две книги очерков, в 1967 г. для детей «Башмаки — простаки», в 1968 — «Капитан Коко и Зелёное стёклышко».
В 1969 году Кузьмин был принят в члены Союза писателей, В 1985—1988 годах возглавлял пермскую писательскую организацию, в 1986 году ему было присвоено звание заслуженный работник культуры РСФСР. Писал стихи, рассказы и повести, документальные очерки, сказки, переложения на русский язык народных песенок и сказок с коми-пермяцкого, башкирского, татарского, удмуртского и других языков народов СССР.
По сценариям Кузьмина в Перми вышло четыре мультфильма, а опера на музыку С. Прокофьева «Петя и волк» шла на сцене Пермского театра кукол. Либретто к ней написал Кузьмин. С ленинградцами — композитором Ж. Металлиди и актрисой И. Булгаковой — им была создана монооперетта «Капитан Коко» а с Е.Попляновой из Челябинска создана опера-мюзикл для детей «Волшебное зерно».
Писатель и редактор журнала «Костер» С. Сахарнов так говорит о его прозе: «У Кузьмина каждое слово на месте и другим заменить его никак невозможно…, в каждой фразе слышится негромкая, ласковая музыка». Писатель и литературный критик И. Токмакова отметила такое свойство таланта Кузьмина, как «умение построить точный образ и непринуждённо на высоком художественном уровне сформировать для маленького читателя то или иное правило поведения…», потому что ему удаётся без всякой фальши и надуманности донести до читателя самые мимолетные движения души своих героев, их волнения, переживания.
Общий тираж книг Л. И. Кузьмин превысил 10 миллионов, издавались они не только в Перми, но и в столичных издательствах: «Малыш», «Детская литература», «Самовар», «Имидж ЛТД». Многие произведения впервые вышли в свет на страницах журналов «Пионер», «Костёр», «Мурзилка», «Колобок», «Миша». Его книги  переведены на иностранные языки: японский, немецкий, французский, испанский, английский.
Стихи Кузьмина вошли в ряд российских школьных хрестоматий. Кузьмин — автор более 80 книг. Последняя его книга с названием «Золотые острова» вышла к 70-летнему юбилею.
В 1998 году был награждён орденом Дружбы.
Скончался 1 апреля 2000 года, не дожил двух месяцев до выхода своей последней книги «В одном прекрасном царстве». В июне 2000 года Пермской областной детской библиотеке, на базе которой создан литературный музей Л. И. Кузьмина, было присвоено его имя.

## Семья
Жена — Мария Григорьевна Кузьмина, работала учителем. 
Сын — Андрей Львович Кузьмин.

## Награды
- орден «Знак Почёта» (5.01.1988)
- Орден Дружбы (1998)
- медаль «За доблестный труд в Великой Отечественной войне 1941-1945 гг.»
- медаль «Ветеран труда»
- Почётная Грамота Президиума Верховного Совета РСФСР 1978
- заслуженный работник культуры РСФСР (1988)

## Основные издания
- Избранное : повести и рассказы / Худож. В. Чапля; [предисл. А. Митяева]. — М. : Детская литература, 1989. — 541, [2] с.
- Апрель : стихи. — Пермь : Книжное издательство, 1963. — 68 с.
- Баба Яга и её внучки Ягобабочки : сказки. / Худож. В. Кадочников. — Пермь : Урал-пресс, 1993. — 150 с. : ил.
- Башмаки-простаки / Худож. С. Можаева. — Пермь : Книжное издательство, 1967. — 40 с. : ил.
- Беглец : рассказ / Худож. В. Юдин. — М. : Малыш, 1982. — 18 с.
- Белые пушинки : стихи. — М. : Малыш, 1980. — 20 с. : ил.
- Вставай, Митенька! : народные коми-пермяцкие песенки / Рис. М. Ромадин. — М. : Детская литература, 1975. — 24 с. : ил.
- В одном прекрасном царстве : сказки, стихи, песенки, загадки для детей. / Худож. Н. Кацпаржак. — Пермь : Издатель И. Максарова, 2008. — 190, [2] с. : цв. ил.
- Вот кому наше спасибо! : рассказы и стихи / Худож. В. Чапля. — М. : Детская литература, 1986. — 62, [2] с. : цв. ил.
- В последний день апреля / Рис. Т. Прибыловской. — М. : Малыш, 1989. — 28, [4] с. : цв. ил.
- Главная должность : документальная повесть. — Пермь : Книжное издательство, 1971. — 182 с. : ил. — (Летопись рабочих династий).
- Гордое имя строитель / Худож. Е. И. Нестеров. — Пермь : Пермское книжное издательство, 1964. — 48 с. : ил. — (Рассказы о профессиях).
- Грустная Элизабет : рассказ / Рис. Е. Флеровой. — М. : Детская литература, 1982. — 32 с. : цв. ил.
- Добрый день : стихи и сказки / Худож. В. Чижиков. — М. : Самовар, 1995. — 63 с. : ил. — (В гостях у Виктора Чижикова).
- Дом с колокольчиками : стихи / Худож. В. А. Чижиков. — М. : Дрофа, 2003. — 48 с. : цв. ил. — (Посиди-послушай).
- Егорка и Манюшка : сказка. — М. : Детская литература, 1981. — 18 с. : ил.
- Елинские петухи / Худож. О. Коровин. — Пермь : Книжное издательство, 1980. — 252 с. : ил.
- Жила-была девочка / Худож. В. Голатенко. — М. : Малыш, 1988. — 12 с.
- Заветное дело : быль / Рис. В. Юдина. — М. : Малыш, 1986. — 32 с. : ил. — (Страна родная).
- Звездочеты : сказки / Рис. В. Чижикова. — М. : Детская литература, 1974. — 32 с. : ил.
- Золотая колыбель : стихи и сказки / Худож. В. Аверкиев. — Пермь : Пермское книжное издательство, 1982. — 109 с. : ил.
- Золотые острова : Ранняя любовь. Улыбки детства. Бабушкины праздники. Быстрые кони : [рассказы, повесть] / Предисл. Л. Бузиловой; ил. О. Коровина]. — Пермь : Книга, 1997. — 224 с. : ил.
- Едет Ваня на коне : прибаутки, игралки, песенки для детей / Худож.: Л. и Ю. Юрчатовы. — Пермь : Урал-пресс, 1993. — 16 с. : ил.
- Как до небес добраться / Рис. Б. Власова. — М. : Детская литература, 1976. — 48 с. : ил.
- Капитан Коко и Зеленое Стеклышко, а также другие веселые истории : [стихи, повесть-сказка] / Худож. П. А. Рычкова. — Пермь : Звезда, 2008. — 142, [2] с. : цв. ил.
- Ключик-замочек : рассказы и маленькие повести / Рис. И. Шипулина. — М. : Детская литература, 1986. — 158, [2] с. : ил.
- Косохлест : рассказы и повесть / Худож. Е. Грибов. — Пермь : Книжное издательство, 1991. — 285, [2] с. : ил.
- Край земли / Худож. С. Можаева; вступ. С. В. Сахарнова. — Пермь : Книжное издательство, 1976. — 126 с. : ил.
- Кто что умеет : (стихи и сказки для детей) / Рис. В. Петрова. — Пермь : Книжное издательство, 1964. — 31 с. : ил.
- Лопатка / Худож. В. Дугин. — М. : Малыш, 1990. — 17, [2] с. : цв. ил.
- Луна над заставой : повесть / Худож. В. Гальдяев. — М. : Детская литература, 1983. — 63 с. : ил.
- Любашин денек / Худож. М. Петров. — М. : Малыш, 1979. — 50 с. : цв. ил.
- Любовь Николаевна : рассказы / Рис. Н. Горячевой. — М. : Детская литература, 1987. — 45, [2] с. : ил. — (Книга за книгой).
- Малые Звоны : повести и рассказы / Рис. В. Нагаева. — М. : Детская литература, 1983. — 174 с. : ил.
- Оля маленькая / Худож. Н. Устинов. — М. : Малыш, 1985. — [40] с. : цв. ил.
- Повести-сказки : для мл. возраста / Худож. М. Ромадин. — Пермь : Пермское книжное издательство, 1978. — 127, [1] с. : цв. ил.
- Под теплым небом : повести и рассказы / Рис. А. Борисенко. — Пермь : Пермское книжное издательство, 1987. — 310 с. : ил., 1 л. портр.
- Привет тебе, Митя Кукин! : повести. — М. : Детская литература, 1979. — 127 с.
- При ясном солнышке / Рис. Н. Устинова. — М. : Малыш, 1986. — 76, [3] с. : цв. ил.
- Прыг-скок : песенки и прибаутки / Худож. А. Куманьков. — М. : Имидж LTD, 1992. — 47 с. : ил.
- Ранний экспресс : рассказы и повесть / Рис. А. Астрецова. — М. : Детская литература, 1988. — 110, [2] с. : ил.
- Твой дом, твой город. — Пермь : Книжное издательство, 1965. — 51 с. : ил. — (Родное Прикамье).
- Салют в Стрижатах : рассказы / Худож. Е. Грибов. — М. : Детская литература, 1990. — 94, [2] с. : ил.
- Сельские дорожки : рассказы / Рис. Г. Карасевой. — М. : Детская литература, 1984. — 21 с. : цв. ил.
- Серебряная труба : [рассказы] / Худож. В. Трубкович. — М. : Малыш, 1983. — 48 с. : цв. ил.
- Солнечные окошки : рассказы / Рис. Е. Чернятина. — М. : Детская литература, 1981. — 16 с.
- Четверо в тельняшках : повесть / Рис. С. Можаевой. — Пермь : Книжное издательство, 1969. — 98 с. : ил.
- Чистый след горностая : повесть, рассказы / Худож. О. Коровин. — Пермь : Книжное издательство, 1984. — 285 с. : ил.
- Чудесное яблоко : рассказ о художнике Честнякове. — М. : Детская литература, 1981. — 87, [8] с. : цв. ил.
- Шагал один чудак : стихи, повесть-сказка / Рис. В. Аверкиева. — Пермь : Пермское книжное издательство, 1988. — 150 с. : ил.

## Экранизации

### Мультфильмы
- «Май-мастеровой, необыкновенная машина и король-вояка» (1971).
- «В стране веселой детства» (1986).
- «Верешок» (сценарий, 1984).

## Постановки
- По мотивам сказки «Капитан Коко и Зеленое Стеклышко» композитор Ж. Металлиди (Санкт — Петербург) создала монооперетту, а Е. Поплянова (Челябинск) — оперу-мюзикл для детей «Волшебное зерно».
- 9 февраля 2014 г. на концерте, посвященному юбилею Пермской хоровой капеллы была впервые исполнина кантата Батина на слова Льва Кузьмина «Звездочеты».